# Thelypteris pellita
Thelypteris pellita är en kärrbräkenväxtart som först beskrevs av Carl Ludwig Willdenow, och fick sitt nu gällande namn av George Richardson Proctor och Lourteig. Thelypteris pellita ingår i släktet Thelypteris och familjen Thelypteridaceae. Inga underarter finns listade.